# Vesele (Raión de Berezivka)
Vesele  (ucraniano: Веселе) es una localidad del Raión de Berezivka en el Óblast de Odesa de Ucrania. Según el censo de 2001, tiene una población de 127 habitantes.